# Giuseppe Castelli
Giuseppe Castelli, född 5 oktober 1907 i Frugarolo i Alessandria, död 19 december 1942, var en italiensk friidrottare.
Castelli blev olympisk bronsmedaljör på 4 x 100 meter vid sommarspelen 1932 i Los Angeles.